# Necyla extrema
Necyla extrema är en insektsart som beskrevs av Navás 1914. Necyla extrema ingår i släktet Necyla och familjen fångsländor. Inga underarter finns listade i Catalogue of Life.